# Головниха (приток Камы)
Головниха — река в России, протекает в Частинском районе Пермского края. Устье реки находится в 445 км по правому берегу Воткинского водохранилища (Головнихинский залив) на Каме. Длина реки составляет 14 км, площадь водосборного бассейна 83,4 км².
Протекает на юго-западе края, в южной части Верхнекамской возвышенности. Исток находится в 15 км к северо-западу от села Частые. Генеральное направление течения — юго-восток. Притоки — Западная (левый); Большой Кокуй, Песьянская Долгая, Берёзовая, Полуденка (правые). В верхнем течении протекает деревню Силята, в нижнем — село Мельничная. На последних километрах течения из-за подпора Воткинского водохранилища образует вытянутый Головнихинский залив. Впадает в водохранилище 7 км ниже села Частые.

## Данные водного реестра
По данным государственного водного реестра России относится к Камскому бассейновому округу, водохозяйственный участок реки — Кама от Камского гидроузла до Воткинского гидроузла, речной подбассейн реки — бассейны притоков Камы до впадения Белой. Речной бассейн реки — Кама.
Код объекта в государственном водном реестре — 10010101012111100015193.